# Hibiscadelphus
Genre
Classification phylogénétique
Hibiscadelphus est un genre de plante de la sous-famille des Malvoideae famille des Malvaceae, endémique de l'archipel d'Hawaï aux États-Unis. La plupart de ses espèces sont considérées comme éteintes ou menacées d'extinction.

## Liste d'espèces
- Hibiscadelphus bombycinus † : connu dans une seule collection, avant 1868, provenant de Kawaihae ;
- Hibiscadelphus crucibracteatus † : En 1981, un seul spécimen est recensé sur les pentes du Puhielelu à 750 mètres d'altitude. Ce spécimen meurt en 1985 et les tentatives de semence ont échoué en l'absence de germination ;
- Hibiscadelphus distans : moins de 200 spécimens sont recensés sur les rives de la rivière Koaie mais les graines semblent fertiles à la culture ;
- Hibiscadelphus giffardianus  : En 1910, Joseph Rock découvre un seul spécimen sur le Kipuka Puaulu dans le parc national des volcans d'Hawaï. Cet arbre est mort en 1930 mais des boutures ont été effectuées. Plusieurs centaines de ces plants ont pu être réintroduits dans le parc, mais aucune régénération naturelle n'a été observée bien que quelques spécimens possèdent une semence fertile.
- Hibiscadelphus hualalaiensis : cette espèce a été retrouvé dans le district de Kona Nord mais le dernier spécimen sauvage est mort en 1992. Toutefois l'espèce a été préservée en culture et plusieurs spécimens et été réintroduits dans les réserves forestières.
- Hibiscadelphus wilderianus † : cette espèce semble éteinte depuis 1912. Un seul spécimen a été découvert à Auwahi sur l'île de Maui.
- Hibiscadelphus woodii † : l'espèce est découverte en 1991, mais trois des quatre spécimens découverts sont écrasés par des rochers entre 1995 et 1998, le dernier est trouvé mort en 2011. Toutes les tentatives de culture ont échoué depuis.

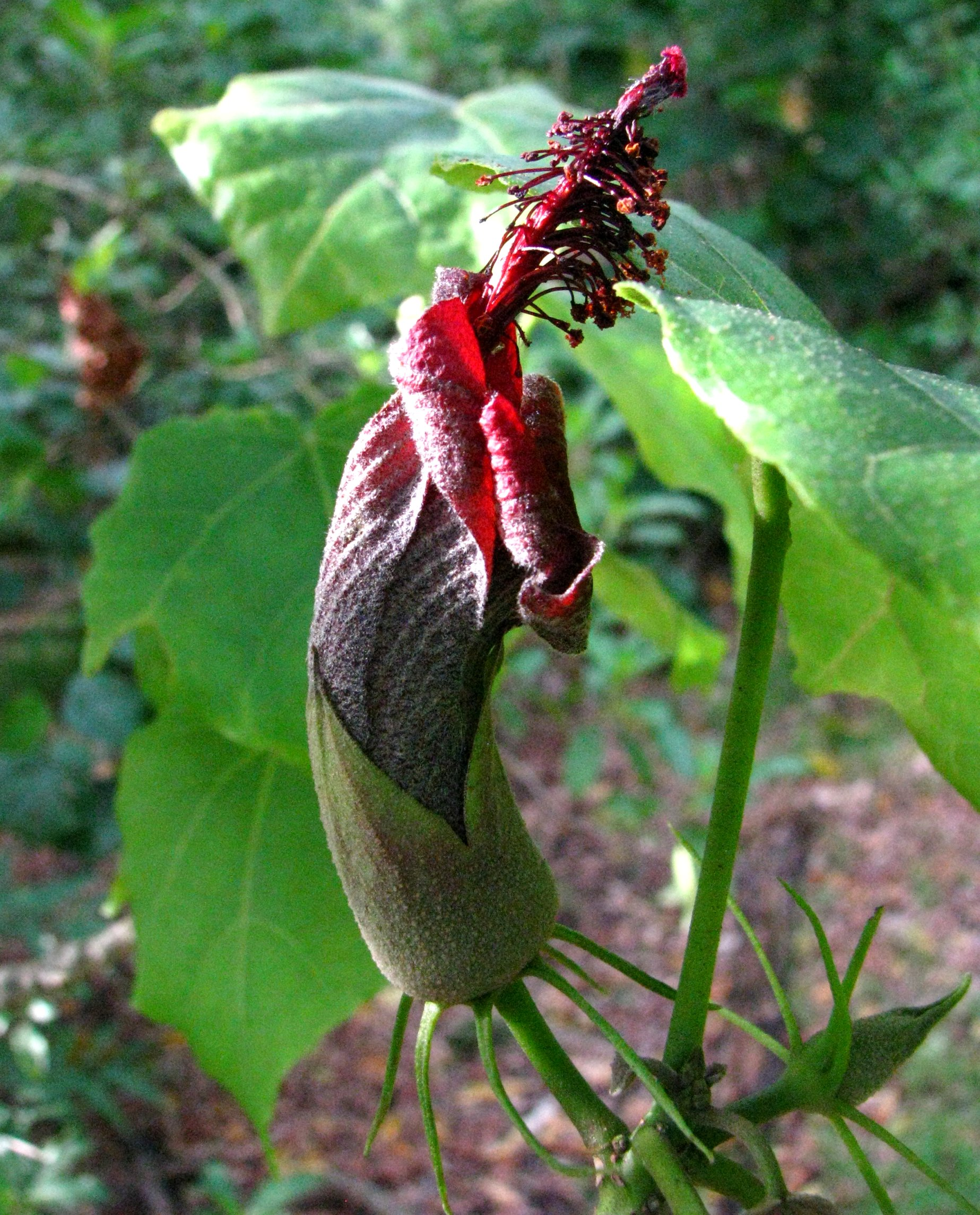
Hibiscadelphus giffardianus : une fleur
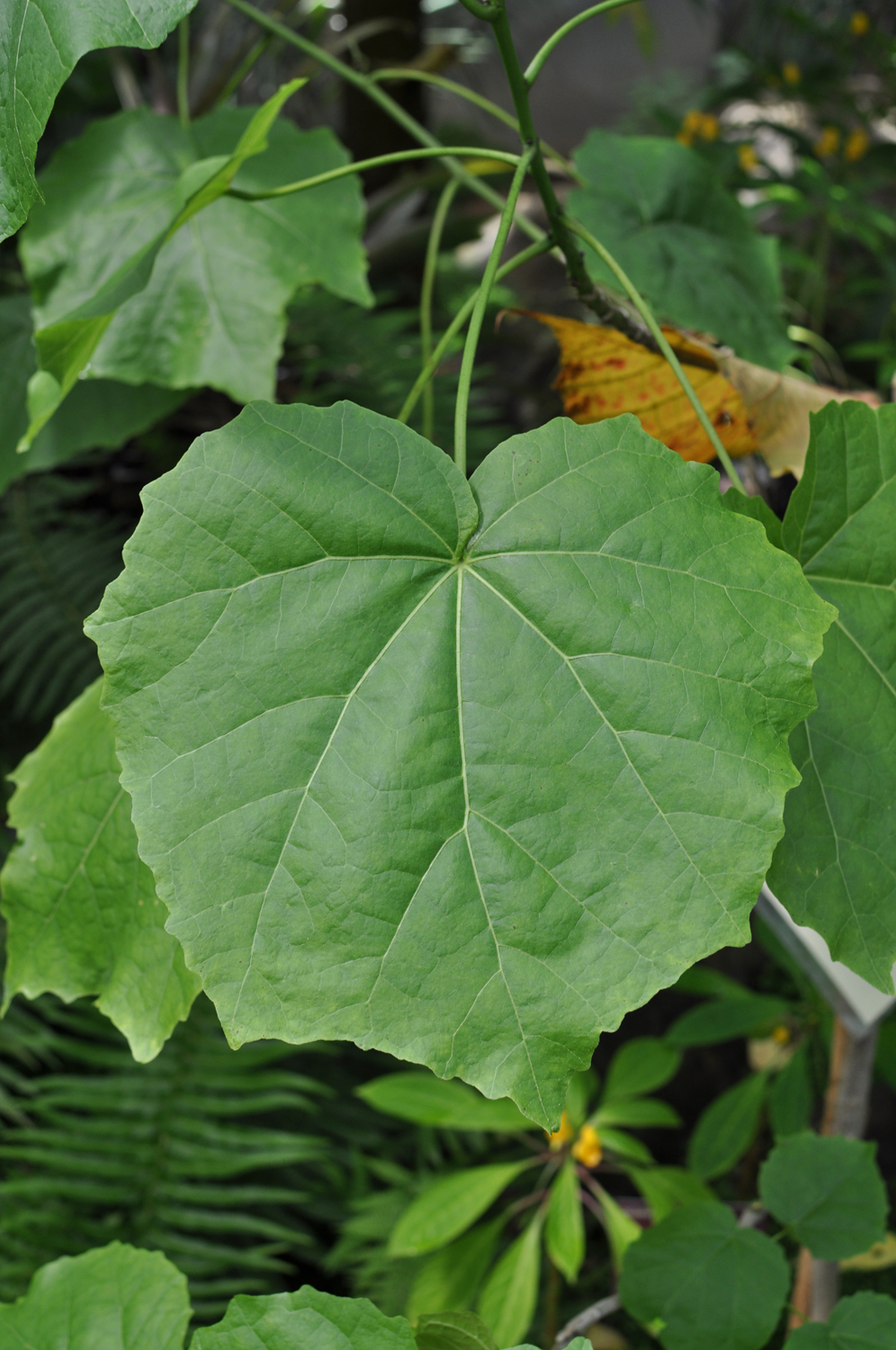
Hibiscadelphus giffardianus : une feuille

## Sources
- (en) Cet article est partiellement ou en totalité issu de l’article de Wikipédia en anglais intitulé « Hibiscadelphus » (voir la liste des auteurs).